# إسحاق باركر (سياسي)
إسحاق باركر (بالإنجليزية: Isaac Parker)‏ هو قاضي ومحامي وسياسي أمريكي، ولد في 17 يونيو 1768 في بوسطن في الولايات المتحدة، وتوفي بنفس المكان في 26 مايو 1830. حزبياً، نشط في الحزب الفيدرالي الأمريكي. وقد انتخب عضو مجلس النواب الأمريكي.